# Boston Marathon 1999
De Boston Marathon 1999 werd gelopen op maandag 19 april 1999. Het was de 103e editie van deze marathon.
De Keniaan Joseph Chebet kwam bij de mannen als eerste over de streep in 2:09.52. De Ethiopische Fatuma Roba won bij de vrouwen in 2:23.25.

## Uitslagen

### mannen
| rang   | naam             | land | tijd    |
| ------ | ---------------- | ---- | ------- |
| Goud   | Joseph Chebet    | KEN  | 2:09.52 |
| Zilver | Silvio Guerra    | ECU  | 2:10.18 |
| Brons  | Frank Pooe       | RSA  | 2:11.37 |
| 4      | Abner Chipu      | RSA  | 2:12.46 |
| 5      | John Kagwe       | KEN  | 2:13.57 |
| 6      | Peter Githuka    | KEN  | 2:14.03 |
| 7      | Andrey Kuznetzov | RUS  | 2:14.19 |
| 8      | Jose Luis Molina | CRC  | 2:14.26 |
| 9      | Ruben Maza       | VEN  | 2:14.40 |
| 10     | Julius Ondieki   | KEN  | 2:15.27 |
| 11     | Masaki Oya       | JPN  | 2:15.45 |
| 12     | Joshua Kipkemboi | KEN  | 2:15.56 |
| 13     | Joseph LeMay     | USA  | 2:16.11 |
| 14     | Franklin Tenorio | ECU  | 2:16.32 |
| 15     | Luke Kibet       | KEN  | 2:17.50 |

### Vrouwen
| rang   | naam              | land | tijd    |
| ------ | ----------------- | ---- | ------- |
| Goud   | Fatuma Roba       | ETH  | 2:23.25 |
| Zilver | Franziska Moser   | SUI  | 2:25.51 |
| Brons  | Yuko Arimori      | JPN  | 2:26.39 |
| 4      | Colleen De Reuck  | RSA  | 2:27.54 |
| 5      | Martha Tenorio    | ECU  | 2:27.58 |
| 6      | Catherine Ndereba | KEN  | 2:28.27 |
| 7      | Ljoedmila Petrova | RUS  | 2:29.13 |
| 8      | Mitsuko Hirose    | JPN  | 2:30.34 |
| 9      | Renata Paradowska | POL  | 2:31.41 |
| 10     | Anuța Cătună      | ROU  | 2:33.49 |
| 11     | Sun Yingjie       | CHN  | 2:37.11 |
| 12     | Lynn Jennings     | USA  | 2:38.37 |
| 13     | Julia Kirtland    | USA  | 2:39.45 |
| 14     | Josette Colomb    | FRA  | 2:40.36 |
| 15     | Danuta Bartoszek  | CAN  | 2:43.18 |

1897 ·
1898 ·
1899 ·
1900 ·
1901 ·
1902 ·
1903 ·
1904 ·
1905 ·
1906 ·
1907 ·
1908 ·
1909 ·
1910 ·
1911 ·
1912 ·
1913 ·
1914 ·
1915 ·
1916 ·
1917 ·
1918 ·
1919 ·
1920 ·
1921 ·
1922 ·
1923 ·
1924 ·
1925 ·
1926 ·
1927 ·
1928 ·
1929 ·
1930 ·
1931 ·
1932 ·
1933 ·
1934 ·
1935 ·
1936 ·
1937 ·
1938 ·
1939 ·
1940 ·
1941 ·
1942 ·
1943 ·
1944 ·
1945 ·
1946 ·
1947 ·
1948 ·
1949 ·
1950 ·
1951 ·
1952 ·
1953 ·
1954 ·
1955 ·
1956 ·
1957 ·
1958 ·
1959 ·
1960 ·
1961 ·
1962 ·
1963 ·
1964 ·
1965 ·
1966 ·
1967 ·
1968 ·
1969 ·
1970 ·
1971 ·
1972 ·
1973 ·
1974 ·
1975 ·
1976 ·
1977 ·
1978 ·
1979 ·
1980 ·
1981 ·
1982 ·
1983 ·
1984 ·
1985 ·
1986 ·
1987 ·
1988 ·
1989 ·
1990 ·
1991 ·
1992 ·
1993 ·
1994 ·
1995 ·
1996 ·
1997 ·
1998 ·
1999 ·
2000 ·
2001 ·
2002 ·
2003 ·
2004 ·
2005 ·
2006 ·
2007 ·
2008 ·
2009 ·
2010 ·
2011 ·
2012 ·
2013 ·
2014 ·
2015 ·
2016 ·
2017 ·
2018 ·
2019 ·
2020 ·
2021 ·
2022